# Montes de Cantal
Os montes de Cantal (em francês:  Monts du Cantal) são um maciço montanhoso no departamento de Cantal, na região de Auvérnia-Ródano-Alpes, na França. Trata-se de um antigo estratovulcão, cuja última erupção terá ocorrido há 2 milhões de anos, e que foi desmantelado pela erosão, constituindo o maior vulcão deste tipo na Europa. Separa as bacias do rio Loire e rio Dordogne, fazendo parte do Maciço Central.
A sua altitude média é de 461 m, e o cume mais alto, o Plomb du Cantal, chega a 1858 m. Outros picos importantes são o Puy de Peyre Arse (1806 m) e o Puy Mary (1787 m). Este último, que é um pico piramidal, é o centro do maciço, onde convergem os sete vales glaciares radiais que forma. Estende-se por 2700 km2.

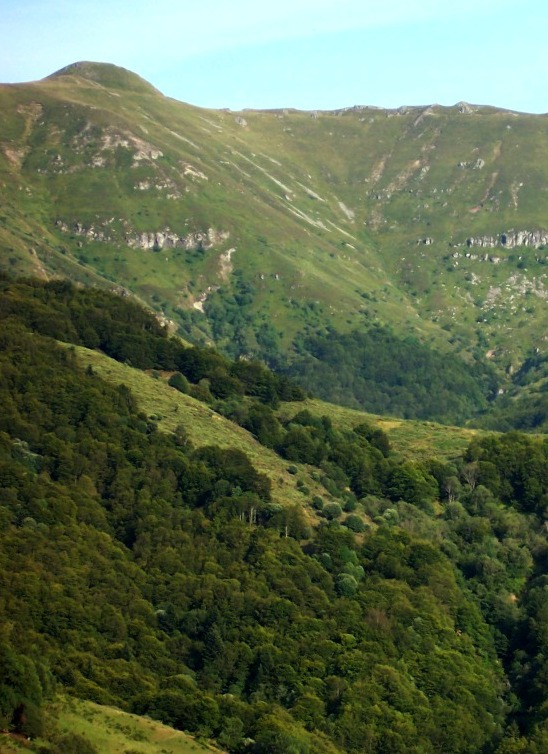
O Plomb du Cantal (1858 m) é o pico mais alto deste maciço

.

## Ver também

Esquema da secção e composição geológica dos Montes de Cantal.

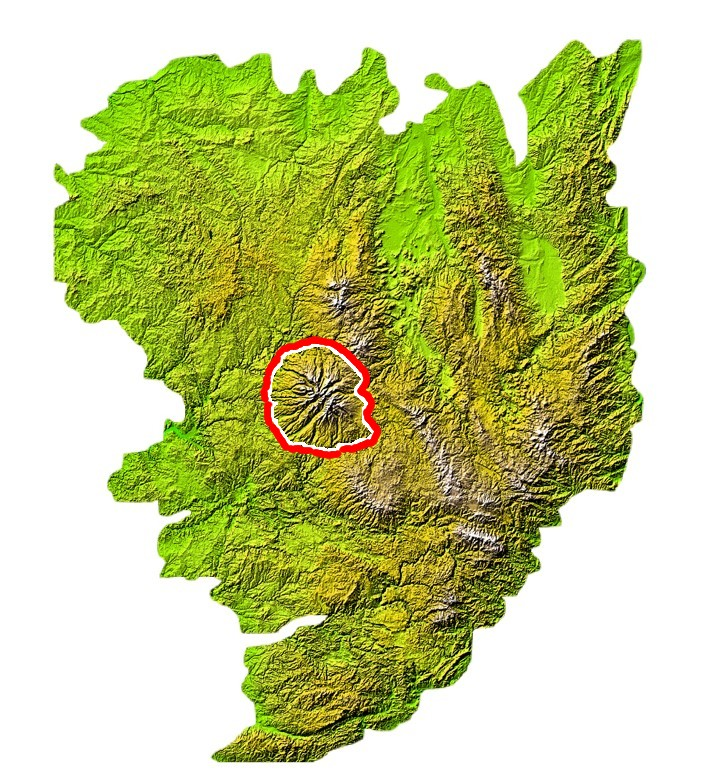
Localização dos montes de Cantal no Maciço Central